# Sadul
Sadul – osiedle i obszar MSI w dzielnicy Wawer w Warszawie. 

## Opis
Terytorium osiedla stanowi obszar w granicach określonych w załączniku nr 1 do Statutu Osiedla Sadul:
Granica Osiedla Sadul przebiega:
- osią ulicy Lucerny od jej zbiegu z kanałem Nowe Ujście do linii kolejowej[3],
- osią linii kolejowej do linii wysokiego napięcia biegnącej od Elektrociepłowni Siekierki[4],
- wzdłuż linii wysokiego napięcia do Kanału Zagoździańskiego,
- osią Kanału Zagoździańskiego do Kanału Nowe Ujście,
- osią Kanału Nowe Ujście do ulicy Lucerny.

Mimo że zgodnie z uchwałą nr 104/XXVII/2004 Rady Dzielnicy Wawer z dnia 18 października 2004 granica obszaru Sadul powinna pokrywać się ze statutowymi granicami osiedla, opis sporządzony przez Zarząd Dróg Miejskich, pion ds. MSI na podstawie mapki będącej załącznikiem do wcześniej wymienionej uchwały, różni się od opisu terytorium osiedla umieszczonego w Statucie. Według ZDM granice obszaru przebiegają: od ulicy Lucerny na wysokości kanału Nowa Ulga wzdłuż linii wysokiego napięcia do Kanału Zagoździańskiego, Kanałem Zagoździańskim na wysokości ulicy Mirtowej na wschód wzdłuż ulicy Mirtowej i Piechurów do torów kolejowych i torami kolejowymi na północ do ulicy Lucerny; ulicą Lucerny do kanału Nowa Ulga.
Na terenie osiedla znajduje się stacja kolejowa Warszawa Anin, Komisariat Policji Warszawa Wawer oraz jedna szkoła – Prywatna Szkoła Podstawowa nr 92. Powierzchnia osiedla wynosi 101,36 hektara.